# Іясу IV
Іясу IV — негус Ефіопії з Соломонової династії. Був сином імператора Саломона III.

## Правління
Значною мірою був номінальним правителем, реальну владу тримав у руках рас Дорі, який усунув з престолу Ґіґара. Проте, Іясу організовував рейди вглиб країни. Коли рас Алі II, який був спадкоємцем свого дядька Дорі, довідався про самовільні рішення негуса, то швидко усунув того від влади. Інші джерела стверджують, що вбивство імператора замовив Ґіґар, підкупивши людину, яка отруїла Іясу.